# Nicolás Guillén Landrián
Pour les articles homonymes, voir Guillén et Landrián.
Nicolás Guillén Landrián est un peintre et cinéaste cubain. Neveu du poète de la négritude Nicolás Guillén, il est né à Camagüey, Cuba, en 1938, et mort en exil à Miami, aux États-Unis, le 22 juillet 2003.

## Biographie
De 1962 à 1972, il a travaillé à l'Institut cubain de l'art et de l'industrie cinématographiques (ICAIC), comme assistant de production et réalisateur de documentaires, la plupart censurés et montrés trois décennies plus tard. Parmi ses titres figurent En un barrio viejo (1963), mention d'honneur au Festival du film de Cracovie, Ociel de Toa (1965), qui a reçu le prix Espiga de Oro au Festival SEMINCI de Valladolid, en Espagne, et Coffea arabiga (1968).
Guillén Landrián a été accusé de déviation idéologique et envoyé pour travailler dans un élevage de volailles dans l'Île de la Jeunesse. À plusieurs reprises, il a été emprisonné et soumis à un traitement électroconvulsif dans des hôpitaux psychiatriques. À la fin des années 1980, il a participé à La Havane à une exposition des peintres dissidents, annulée par la Sûreté de l'État cubain. En 1989, avec un statut d'exilé politique, il est parti aux États-Unis avec sa femme Grettel Alfonso, avec qui il a vécu jusqu'à sa mort. Il est décédé d'un cancer du pancréas. Ses restes reposent dans le cimetière de Colon à La Havane.
Les films documentaires de Guillén Landrián sont les plus irrévérencieux et les plus personnels de la cinématographie cubaine. Deux films biographiques lui ont été consacrés : Café con leche (un documental sobre Guillén Landrián) (2003), de Manuel Zayas, et El fin pero no es el fin (2006), de Jorge Egusquiza Zorrilla.

## Filmographie
- Congos reales (1962), copie disparue
- Patio arenero (1962), copie disparue
- El Morro (1963), copie disparue
- En un barrio viejo (1963)
- Un festival (1963)
- Ociel del Toa (1965)
- Los del baile (1965)
- Rita Montaner (1965), pas terminé
- Retornar a Baracoa (1966)
- Reportaje (1966)
- Coffea Arábiga (1968)
- Expo Maquinaria Pabellón Cuba (1969) - Première copie archivée, et disparue
- Desde La Habana 1969 (1971)
- Taller de Línea y 18 (1971)
- Un reportaje en el puerto pesquero (1972)
- Nosotros en el Cuyaguateje (1972)
- Para construir una casa (1972)
- Miami Downtown (2001) - réalisé avec Jorge Egusquiza Zorrilla

## Sources
- (es) Cet article est partiellement ou en totalité issu de l’article de Wikipédia en espagnol intitulé « Nicolás Guillén Landrián » (voir la liste des auteurs).